# Hyphydrus celox
Hyphydrus celox är en skalbaggsart som beskrevs av Olof Biström 1987. Hyphydrus celox ingår i släktet Hyphydrus och familjen dykare. Inga underarter finns listade i Catalogue of Life.